# الکسی اولینیک
الکسی اولینیک (انگلیسی: Alexey Oleynik؛ زادهٔ ۲۵ ژوئن ۱۹۷۷) ورزشکار هنرهای رزمی ترکیبی و جودوکار اهل اوکراین است.